# (54598) Биенор
(54598) Биенор (лат. Bienor) — крупный кентавр. Открыт 27 августа 2000 года Марком Буйе, С. Керном, Р. Миллисом и Л. Вассерманом в рамках проекта Deep Ecliptic Survey. 16 февраля 2003 года объект был включён в каталог малых планет под номером 54598. 7 января 2004 года ему официально присвоено имя.
Назван по имени Бианора (др.-греч. Βιάνωρ) — кентавра, убитого Тесеем.

## Физические характеристики
По данным телескопа Спитцер размеры Биенора оцениваются в 207±30 км.